# Linje 13 (Pekings tunnelbana)

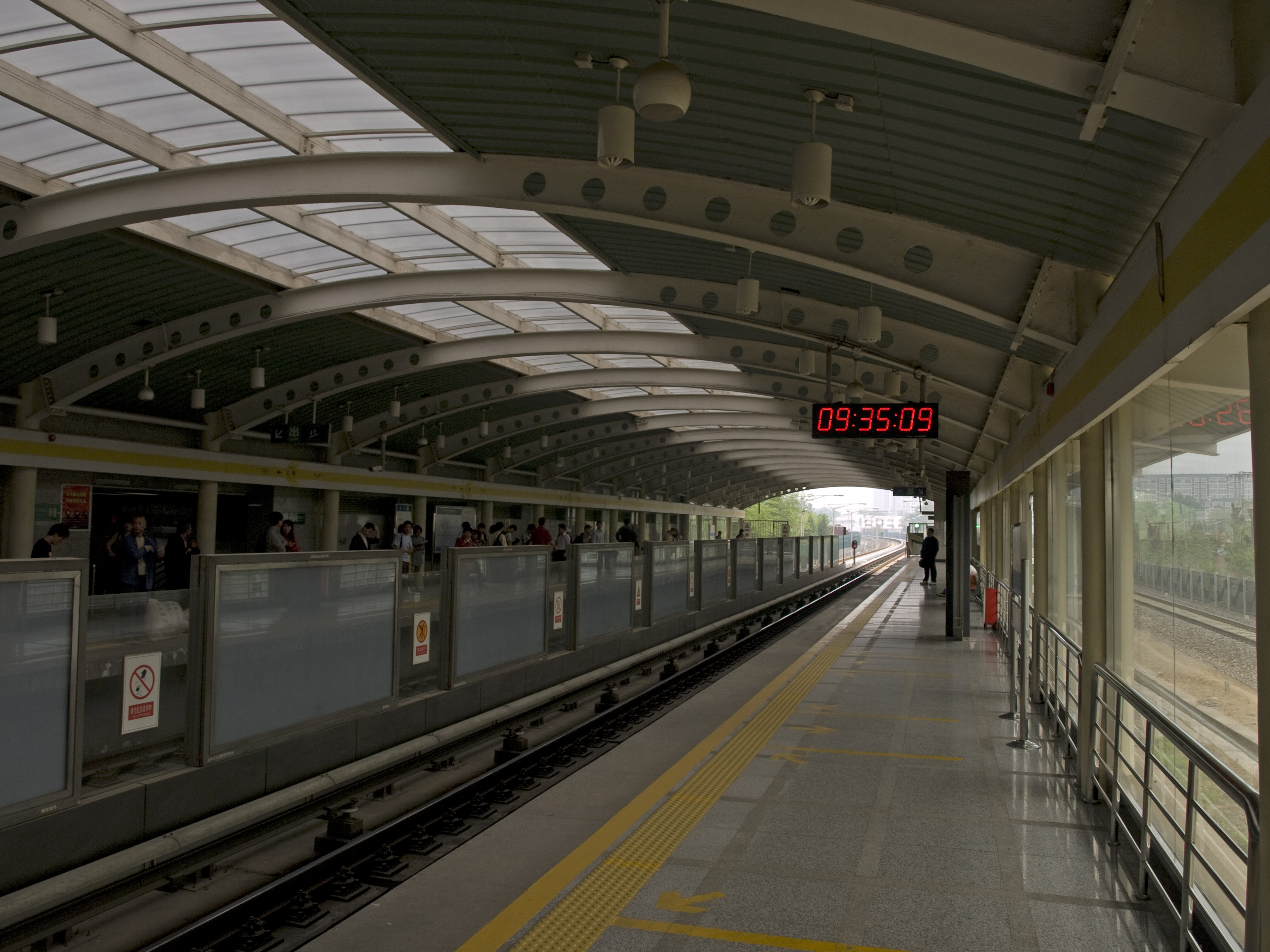
Stationen Shangdi på Linje 13.

Linje 13 (北京地铁13号线; Běijīng dìtiě shísānhào xiàn) är en linje i Pekings tunnelbana. Linje 13 trafikerar norra delen av Peking och stor del av sträckningen går ovan jord. Linje 13 startar i väst från Xizhimen vid nordvästra Andra ringvägen i Xichengdistriktet. Linjen fortsätter norrut förbi Shangdi och vänder därefter mot sydost till Dongzhimen vid nordöstra Andra ringvägen i Dongchengdistriktet. Linje 13 är i kartor och på skyltar märkt med gul färg.     
Linje 13 trafikerar 16 stationer och är 40,4 km lång.
Linje 13 öppnade 28 september 2002 med 18,4 km från Xizhimen till Huilongguan. 28 januari 2003 förlängdes linjen med 22,1 km till Dongzhimen.

## Lista över stationer
Från väster mot öster:
- Xizhimen (西直门) (byte till      Linje 2 och      Linje 4))
- Dazhongsi (大钟寺)
- Zhichunlu (知春路) (byte till      Linje 10)
- Wudaokou (五道口)
- Shangdi (上地)
- Xi'erqi (西二旗)  (byte till      Changpinglinjen)
- Longze (龙泽)
- Huilongguan (回龙观)
- Huoying (霍营) (byte till      Linje 8)
- Lishuiqiao (立水桥) (byte till      Linje 5)
- Beiyuan (北苑)
- Wangjing West (望京西) (byte till      Linje 15)
- Shaoyaoju (芍药居) (byte till      Linje 10)
- Guangximen (光熙门)
- Liufang (柳芳)
- Dongzhimen (东直门) (byte till      Linje 2 och      Airport Express)